# Мелкая буржуазия

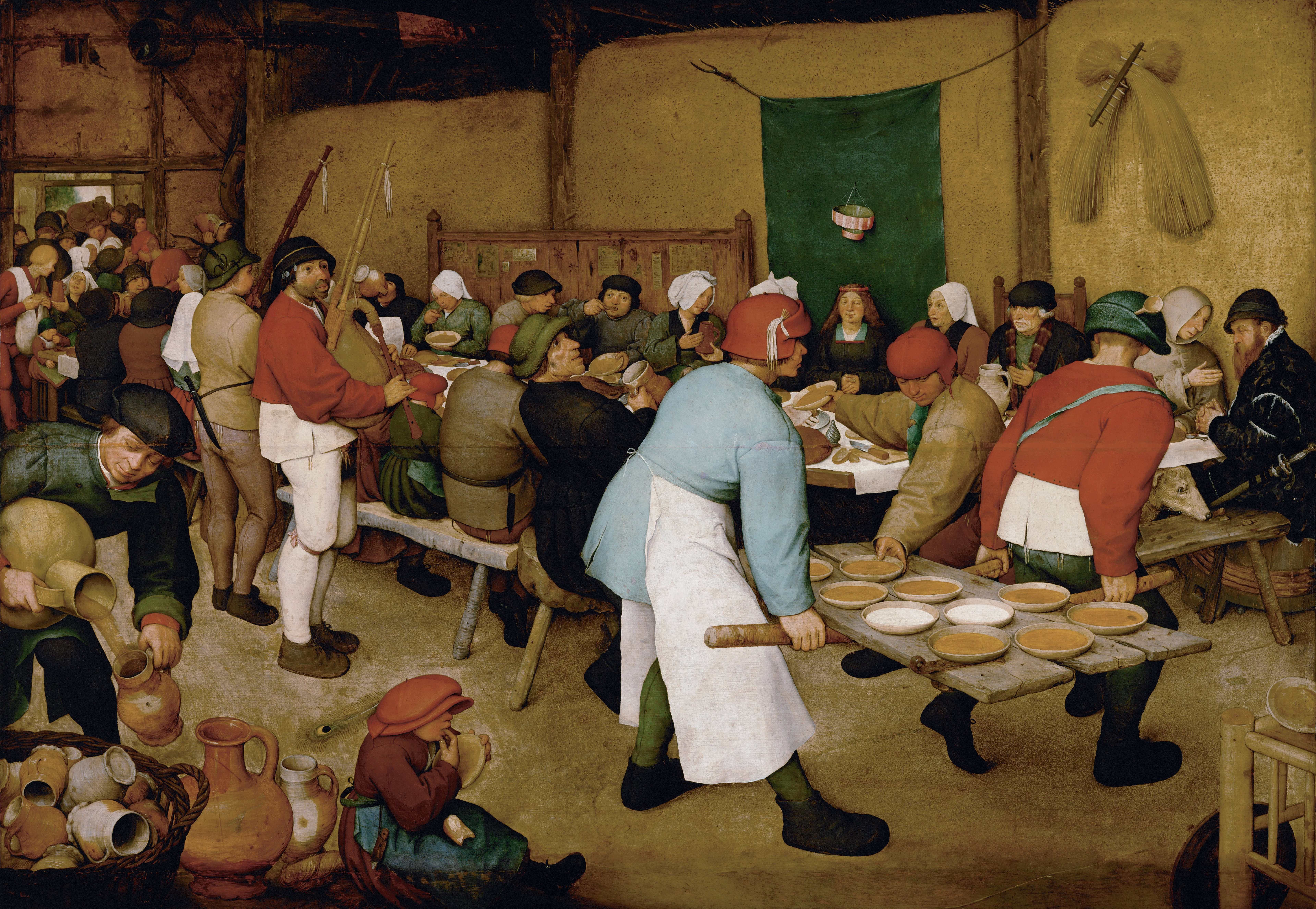
«Крестьянская свадьба», картина XVI века, на которой изображены представители класса, который позже назовут мелкой буржуазией.

Мелкая буржуазия (фр. petite bourgeoisie) — социальный класс, состоящий из мелких собственников города и деревни, живущих исключительно или главным образом собственным трудом, например, крестьян, мелких торговцев и ремесленников. Политические и экономические взгляды мелкой буржуазии во времена социально-экономической стабильности определяется отражением позиции крупной буржуазии (фр. haute bourgeoisie), с которой мелкая буржуазия стремится себя идентифицировать и чьей буржуазной морали она стремится подражать.
Этот термин имеет французское происхождение и является политико-экономическим, относясь к историческому материализму. Первоначально, в XVIII и начале XIX веков, он обозначал часть среднего класса. В середине XIX века немецкий экономист Карл Маркс и другие теоретики-марксисты использовали термин «мелкая буржуазия» для обозначения социально-экономического слоя буржуазии, состоящего из мелких лавочников и самозанятых ремесленников.

## Определение

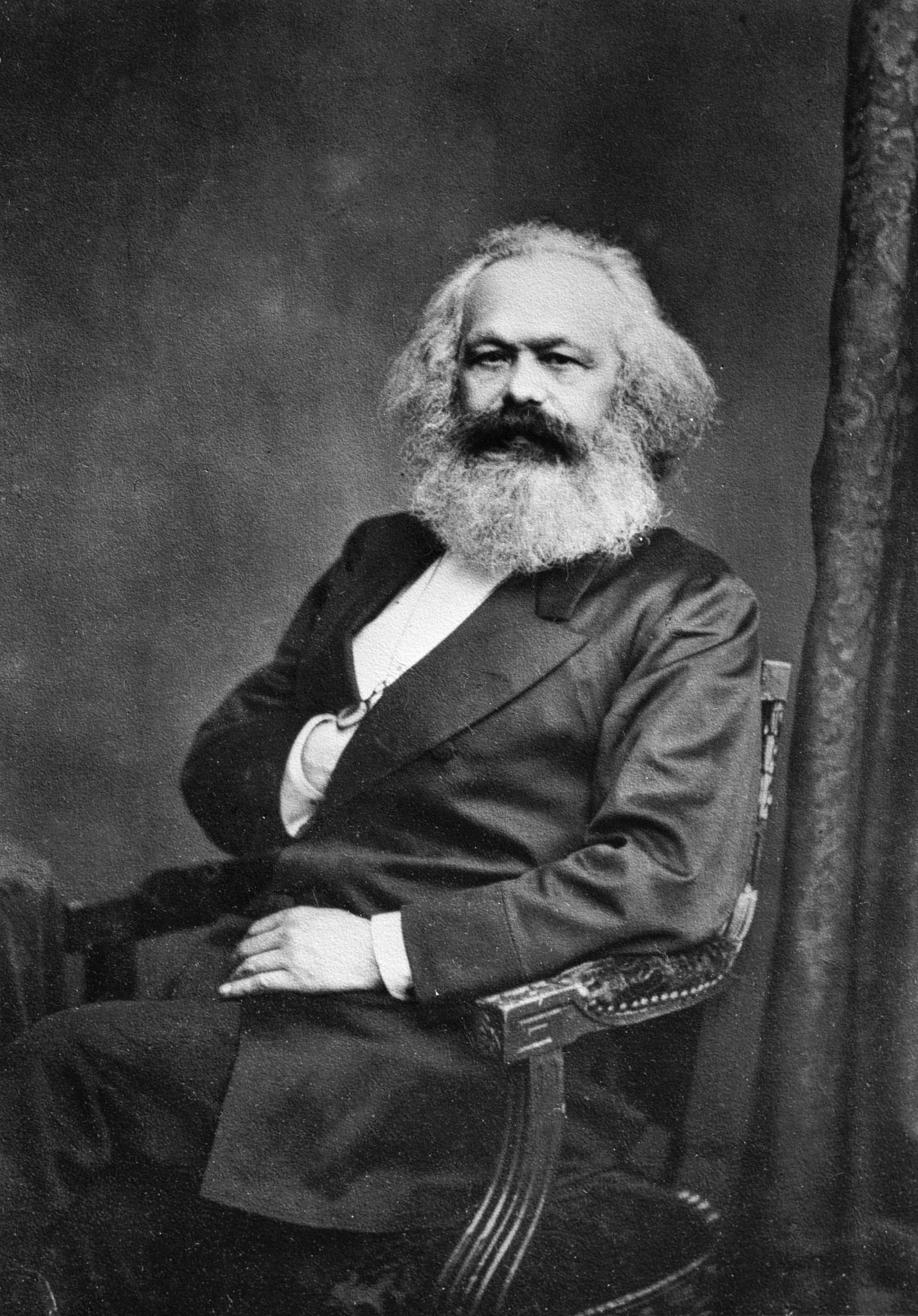
Карл Маркс.

Мелкая буржуазия экономически отлична от пролетариата и люмпен-пролетарских социальных слоев, которые живут исключительно продажей своей рабочей силы. Она также отличается от капиталистического класса крупной (высшей) буржуазии, которая владеет средствами производства и использует рабочую силу пролетариата и люмпен-пролетариата. Хотя представители мелкой буржуазии могут покупать чужой труд, они обычно работают вместе со своими наёмными работниками, в отличие от представителей высшей буржуазии.
Мелкая буржуазия мало определена в собственной работе Маркса, и в «Коммунистическом манифесте» используются только слова «мелкие капиталисты». Согласно марксизму, к мелкой буржуазии относятся в основном такие общественно-профессиональные категории, как ремесленники, мелкие торговцы, лавочники и мелкие землевладельцы. По мнению Маркса, у мелкой буржуазии мало сил для преобразования общества, поскольку она с трудом может организоваться, а рыночная конкуренция настраивает её членов «друг против друга».
В XX веке под мелкой буржуазии стали понимать государственных служащих, квалифицированных специалистов, менеджеров среднего и даже высшего звена малого и среднего бизнеса, что усилило смешение этого понятия с понятием среднего класса. Отдельные категории самозанятых, например руководители малых предприятий, могут быть отнесены к «мелким буржуа». Это определение, взятое в ограничительном смысле, делает мелкую буржуазию социальной категорией, находящейся в постоянном упадке в промышленно развитых странах XXI века из-за исчезновения многих мелких предприятий в пользу крупных компаний.
Термин мелкая буржуазия иногда используется для обозначения среднего класса. Слова «мелкая буржуазия» и «мелкобуржуазный» также могут использоваться как синонимы понятий «мещанство», «мещанин», обыватель.

## Социальная и политическая роль
Исторически Карл Маркс предсказывал, что мелкая буржуазия должна проиграть в ходе экономического развития. Лев Троцкий в 1934 году писал, что «Политика реформизма лишает пролетариат всякой возможности руководить плебейскими массами мелкой буржуазии и тем самым превращает их в пушечное мясо фашизма».
Австралийский историк Р. Дж. Б. Босуорт предположил, что мелкая буржуазия должна была стать политической опорой фашизма, который представлял в политической форме террористический ответ на их неизбежную потерю власти (экономической, политической и социальной) в пользу крупной буржуазии.
Австро-американский психолог Вильгельм Райх также подчеркнул принципиальную поддержку подъёма фашизма в Германии со стороны мелкой буржуазии и среднего класса в своей работе «Массовая психология фашизма». Он утверждал, что средний класс был рассадником политической реакции из-за его опоры на патриархальную семью (согласно Райху, малый бизнес часто является самоэксплуатацией предприятий семей, возглавляемых отцом, чья мораль связывает семью воедино в их шатком экономическом положении) и лежащее в его основе сексуальное подавление.
Это оспаривал американский историк Ричард Пайпс, который писал в случае с нацистской партией, что к концу 1920-х годов рабочие стали массово присоединяться к партии и к 1934 году были крупнейшей профессиональной группой в НСДАП.
Защитники мелкой буржуазии утверждают, что последняя, подобная среднему классу, будет «костяком любого демократического общества». Либеральный писатель Жак де Сен-Виктор в 2009 году писал, что деградация образа среднего мелкого буржуа в пользу противостояния двух крайностей социальной шкалы угрожает демократии.

## Трактовка мелкой буржуазии писателями и учёными

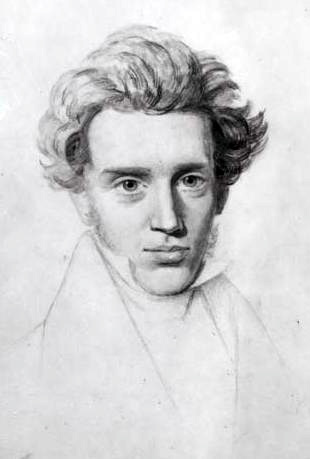
Сёрен Кьеркегор

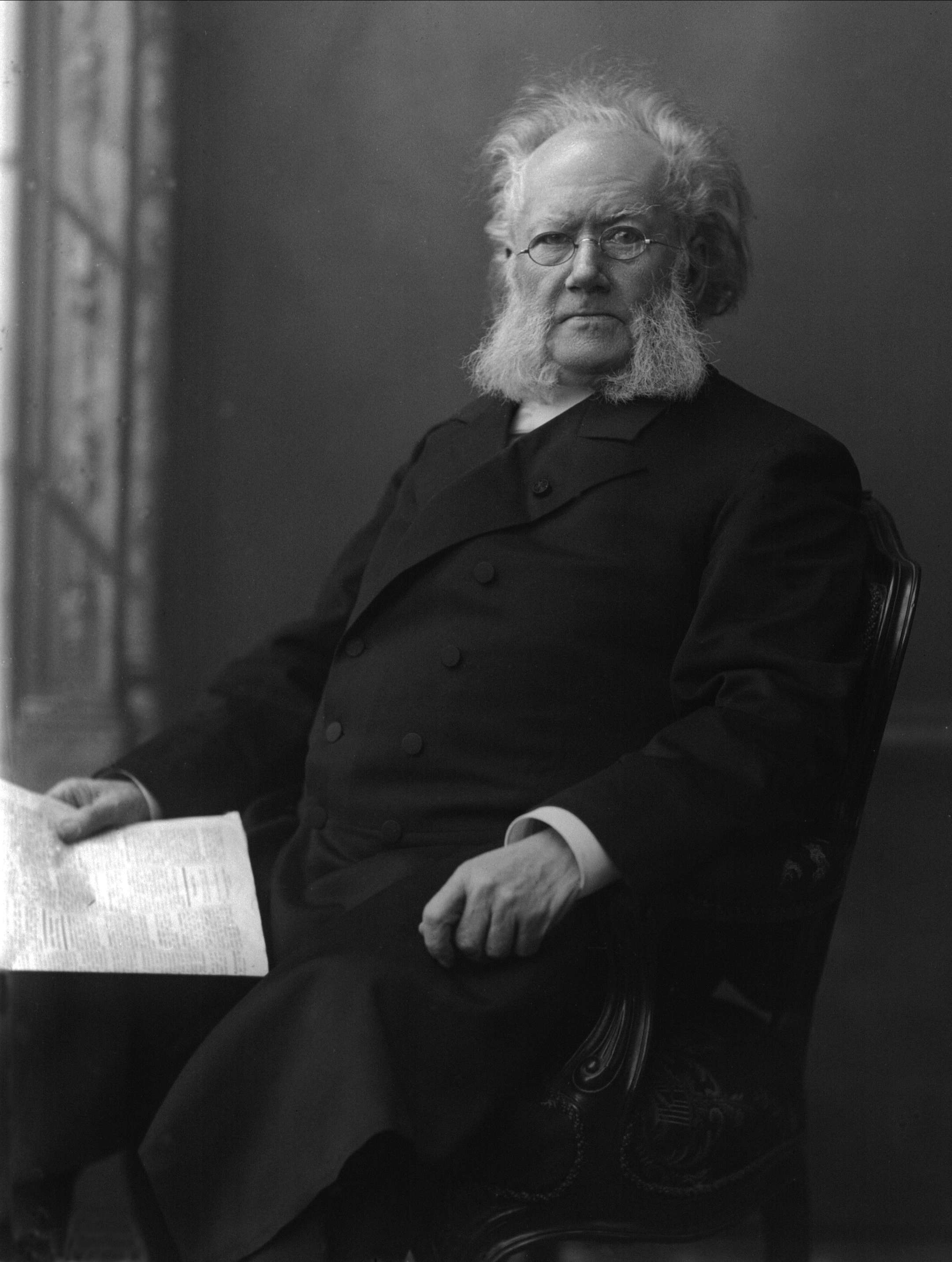
Генрик Ибсен

Термин «мелкобуржуазный» нередко используется в повседневном языке для отрицательной оценки идей или образа жизни, считающегося посредственным. «Со времен Бодлера, Флобера или Брехта «мелкий буржуа» был по преимуществу образом антигероя», — писал журналист в 2009 году французской ежедневной газеты Le Figaro. Мелких буржуа обычно высмеивали или критиковали за их образ жизни (который подавался как материалистический, рутинный, банальный, лишённый воображения) и их умонастроения (закрытое, сосредоточённое на защите своих непосредственных интересов, на своей мелкой собственности, без всякого воображения, без амбиций и трансцендентности).
Серен Кьеркегор писал, что «мелкий буржуа бездуховен […] Всегда лишённый воображения, он живёт внутри некоего банального итога опыта, полагаясь на течение обстоятельств, пределы вероятного, обычный ход вещей, — и неважно уже, является ли он виноторговцем или премьер-министром. У мелкого буржуа нет более ни Я, ни Бога». По его словам, мелкая буржуазия олицетворяет духовную пустоту, коренящуюся в чрезмерном акценте на мирском, а не на внутренней части себя. Однако обвинение Кьеркегора опирается не столько на классовый анализ мелкой буржуазии, сколько на восприятие мировоззрения, которое было распространено в его среде среднего класса.
На самом деле, хотя в литературе и на карикатурах было много изображений мелкой буржуазии, основанных на их чрезмерно условной практичности, реалии мелкой буржуазии на протяжении XIX века были более сложными. Тем не менее, писатели часто были обеспокоены моралью и поведением мелкой буржуазии и изображали её представителей как нежелательных персонажей. Пьеса Генрика Ибсена «Враг народа» была написана в ответ на обвинения другой его пьесы в «непристойных» ссылках на сифилис, и в целом его работа считалась скандальной из-за игнорирования морали того времени. Позже интерес Бертольта Брехта к нацизму и марксизму побудил его заинтересоваться изучением мелкой буржуазии, и этот интерес заставил его неоднократно представлять мелкую буржуазию на протяжении всей своей жизни (одно из его произведений даже называлось «Семь смертных грехов мелкой буржуазии»).
В 1979 году французский социолог и философ Пьер Бурдьё опубликовал труд La Distinction: critique sociale du jugement, в котором приписал мелкой буржуазии всё социальное пространство, находящееся между буржуазией, к которой она стремится присоединиться, и рабочим классом, от которого она хочет отмежеваться. Разделив мелкую буржуазию на три основные подкатегории, он указал, что все категории мелкой буржуазии объединяет необходимость и усердно работать, и ограничивать своё потребление для накопления капитала, вечно переживая, таким образом, рождение капитализма.
Итальянский философ Джорджио Агамбен писал, что «Если бы мы ещё раз подумали о судьбе человечества с точки зрения классов, мы должны были бы сказать, что сегодня нет уже никаких социальных классов, а есть только планетарная мелкая буржуазия, в которую растворились старые классы: мелкая буржуазия унаследовала мир, это та форма, в которой человечество пережило нигилизм».
Согласно итальянскому философу Паоло Вирно, концепция «глобальной мелкой буржуазии» должна была объявить себя идеалом постмодерна, идеалом отныне без идеалов, без трансцендентности, но живущим «как есть», погружённым в «безоговорочную отверженность собственной конечности».
В своей книге Two Cheers for Anarchism: Six Easy Pieces on Autonomy, Dignity, and Meaningful Work and Play американский антрополог и политолог Джеймс С. Скотт посвящает целую главу описанию некоторых черт мелкой буржуазии. Во-первых, он указывает на презрение марксистов к этому классу из-за двусмысленности политической позиции мелких буржуа. Далее он указывает, что эта позиция презрения или отвращения охватывает как социалистический блок, так и крупные капиталистические демократии из-за сложности наблюдения, налогообложения и контроля над этим классом. Эта трудность возникает из-за сложности, разнообразия и мобильности действий, выполняемых этим классом. Он указывает, что мелкая буржуазия существовала на протяжении большей части цивилизованной истории. Скотт также заявляет, что даже те, кто не принадлежит к классу, в какой-то степени желали стать владельцами собственности из-за предоставленной им автономии и социального положения. Он продолжает, что желание сохранить и восстановить утраченные земли было лейтмотивом большинства радикально эгалитарных массовых движений. Скотт утверждает, что мелкая буржуазия играет незаменимую экономическую роль с точки зрения изобретений и инноваций, приводя в качестве примера стартапы, которые развивают идеи, которые затем обычно покупаются более крупными фирмами. Он также указывает, что мелкие владельцы магазинов предоставляют «бесплатные» социальные услуги, таких как:
… неформальная социальная работа, общественная безопасность, эстетические удовольствия от оживлённого и интересного уличного пейзажа, большое разнообразие социального опыта и персонализированных услуг, сети знакомств, неформальные соседские новости и сплетни, строительный блок социальной солидарности и общественных действий, а также (в случае мелкоземельного крестьянства) хорошее управление землей.

## Критика

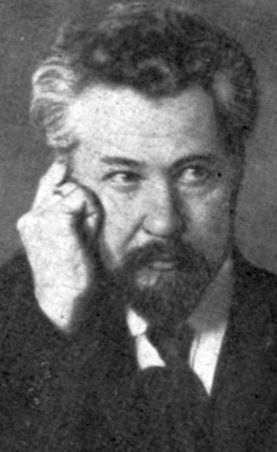
Виктор Чернов

Виктор Чернов – первое лицо исторически крестьянской партии социалистов-революционеров, критиковал определение, данное Карлом Марксом о включении крестьян в определение мелкобуржуазного класса. Он писал:
Крестьянство, рассматриваемое, конечно, не в качестве сословия, а лишь как класс мелких самостоятельных производителей, живущих собственным трудом и хотя эксплуатируемых, но не отлученных от средств производства, есть, несомненно, только часть той самой огромной армии труда, часть того самого рабочего народа, другой частью которого является индустриальный пролетариат. Средними, промежуточными слоями между рабочим народом и буржуазией будут лишь те элементы в крестьянстве (равно как и в ремесленной или кустарной среде), которые соединяют в себе черты и буржуа-эксплуататора, и работника: элементы, живущие еще отчасти и своим собственным, личным трудом, но в то же время отчасти уже "приобщившиеся" и к общему фонду неоплаченного труда других, национальной прибавочной стоимости. Эти ублюдочные общественные элементы, уже отставшие от работников, добывающих свой хлеб в поте лица своего, но еще не приставшие окончательно к буржуа, живущим всецело чужим трудовым потом действительно относятся к "средним слоям". Но зачислить в ряды "мелкой буржуазии" крестьянина, эксплуатация которого, говоря словами Маркса, "только по форме" различается от эксплуатации рабочего, – что за насилие над здравым смыслом! Какое игнорирование существа экономического положения!
"Мелкая буржуазия!". Уже одно это словосочетание показывает, что мелкая буржуазия только по размерам своих хозяйственных оборотов, а не по их существу, отличается от остальной буржуазии – крупной, средней. В чем же хозяйственная сущность крупной буржуазии? Конечно, в том, что ее имущество служит для нее капиталом, дает ей возможность прямо или косвенно извлекать из чужого труда прибавочную стоимость. Но не надо забывать, что в руках мелкого крестьянина земля – "ein reines Productionsinstrument" или, иными словами, "мелкие средства производства, служащие самому производителю средствами производства и не возрастающие в своей стоимости посредством прибавления чужого труда, вовсе не составляют капитала". Следовательно, и сами эти мелкие производители отнюдь не мелкие капиталисты и не мелкие буржуа. Мелкая буржуазия может лишь количественно, а не качественно отличаться от крупной. А между трудовым крестьянством и классом капиталистов существует не только качественное различие, но и прямая противоположность – противоположность эксплуатируемых и эксплуататоров. Наоборот, между пролетариатом и трудовым крестьянином есть различие только в формах эксплуатации их капиталом. Следовательно, повторяем, искусственно вырывать трудовое крестьянство из общей рабочей массы и относить к мелкой буржуазии и не справедливо, и не логично. В этом один из самых существенных пунктов "наших разногласий" с современными "российскими" социал-демократами.